# Mahala
O mahala (impropriu numită și ghetou, după moda limbii engleze) reprezintă un cartier sărăcăcios dintr-un oraș. Locuitorii săi au, de regulă, o condiție materială și socială precară. Locuințele dintr-o mahala pot fi barăci, cocioabe sau construcții de calitate mai bună. Mahalalele duc lipsă de apă potabilă, electricitate, salubrizare și alte servicii de bază. Străzile sunt adeseori înguste și nu permit trecerea vehiculelor precum ambulanțe sau mașini de pompieri. Rata ridicată a șomajului și sărăcia sunt tipice pentru populația mahalalelor; în consecință, aceste zone urbane sunt considerate „focare” pentru probleme sociale precum: infracțiunile, dependența de droguri, alcoolismul, sinuciderile frecvente ș.a.

## Terminologie
Termenul, provenit din limba turcă, desemna în trecut orice fel de cartier, fără a se face distincția după nivelul de trai (într-un stadiu premergător adoptării în limba turcă, echivalentul în ebraică și alte limbi semitice se traducea ca „așezare de oameni care locuiesc în corturi”). Întreaga familie lexicală a cuvântului (mahalagiu, mahalagesc, mahalagism) a căpătat treptat o aură peiorativă, făcând trimitere către vulgaritate, grosolănie. Mahalaua poate sau nu să se suprapună cu noțiunile de cartier mărginaș (aflat la periferia orașului) și suburbie. Aceste date, în general valabile pentru mahalalele din România, sunt nu arareori incompatibile cu situația mahalalelor din alte țări. De asemenea, cartierele mărginașe ori suburbiile pot fi în unele cazuri zone prospere ale orașului. Până la începutul secolului al XX-lea, cuvântul mahala desemna un cartier mic. De pildă, zona din jurul Bisericii Colțea se numea Mahalaua Colței, așa cum o atestă numeroase documente, cercetate și catalogate de Adrian Majuru în carta sa Bucureștii mahalalelor, Compania, 2003.  Despre semnificația culturală a mahalalelor, acesta spune: „Mahalalele sunt deopotrivă aglomerate, cu centrul lor religios, dar și cu referință artistică. Cu zone de margine insalubre și cu străzi mai centrale și curate, pe când veselia se trăiește în tonalități diferite și e prezentă pretutindeni. Astăzi, veselia tinde să devină un clișeu prin muzica audiată la maximum în toiul nopții, de către aceia care trăiesc în iluzia unei imagini sociale impozante, deși împăratul este gol."

## Răspândire
Agenția Națiunilor Unite numită UN-HABITAT și Banca Mondială au demarat recent campania „Orașe fără mahalale” (en. Cities without slums). În afară de obținerea unor reușite locale, un efect negativ al campaniei a fost creșterea masivă a numărului de evacuări forțate. Mahalalele sunt mai puțin întâlnite în America de Nord, Europa și Rusia, mult mai reprezentative pentru aceste așezări fiind continentul sud-american, Africa, Orientul Apropiat și Mijlociu, India, China, Oceania și Groenlanda.

## Fotogalerie

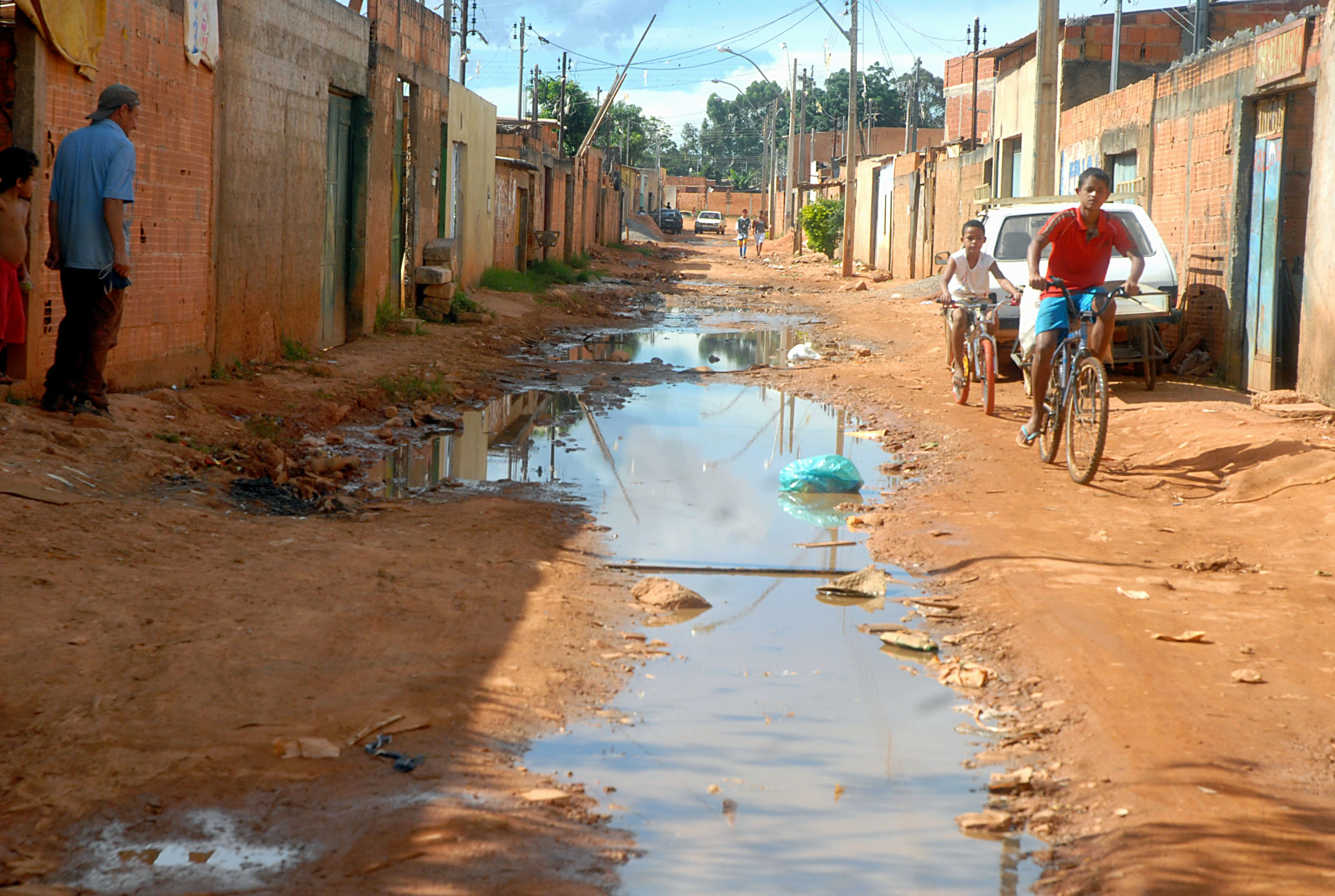
Mahala din Brasilia, capitala Braziliei.
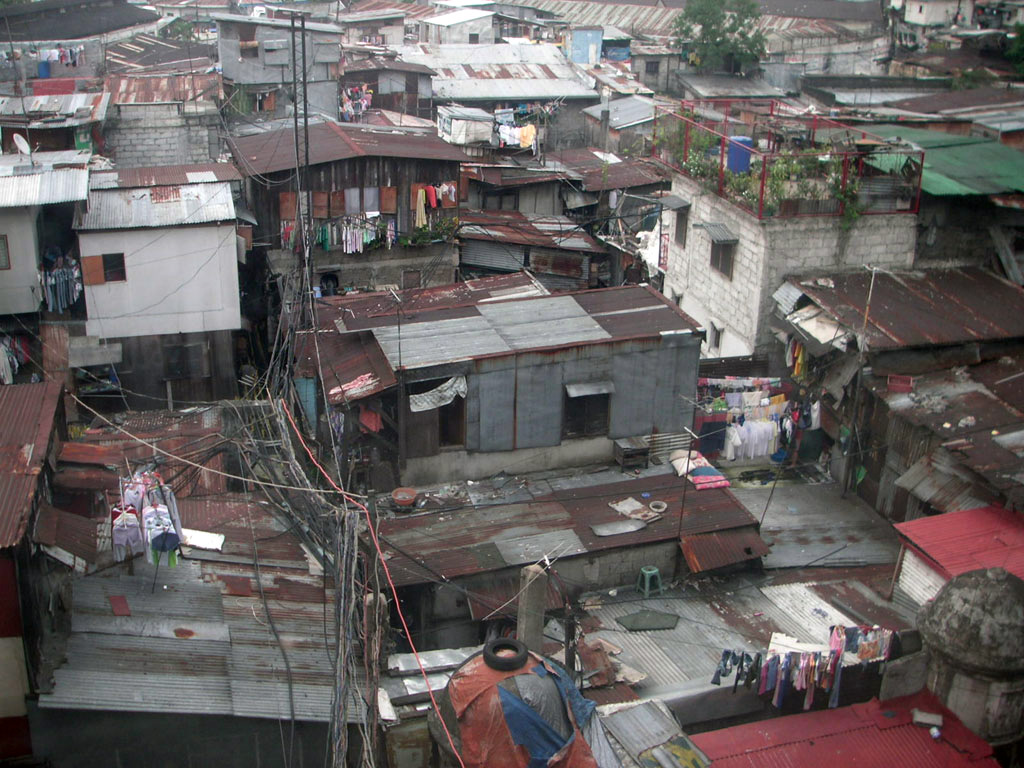
Mahala din Manila, Filipine.
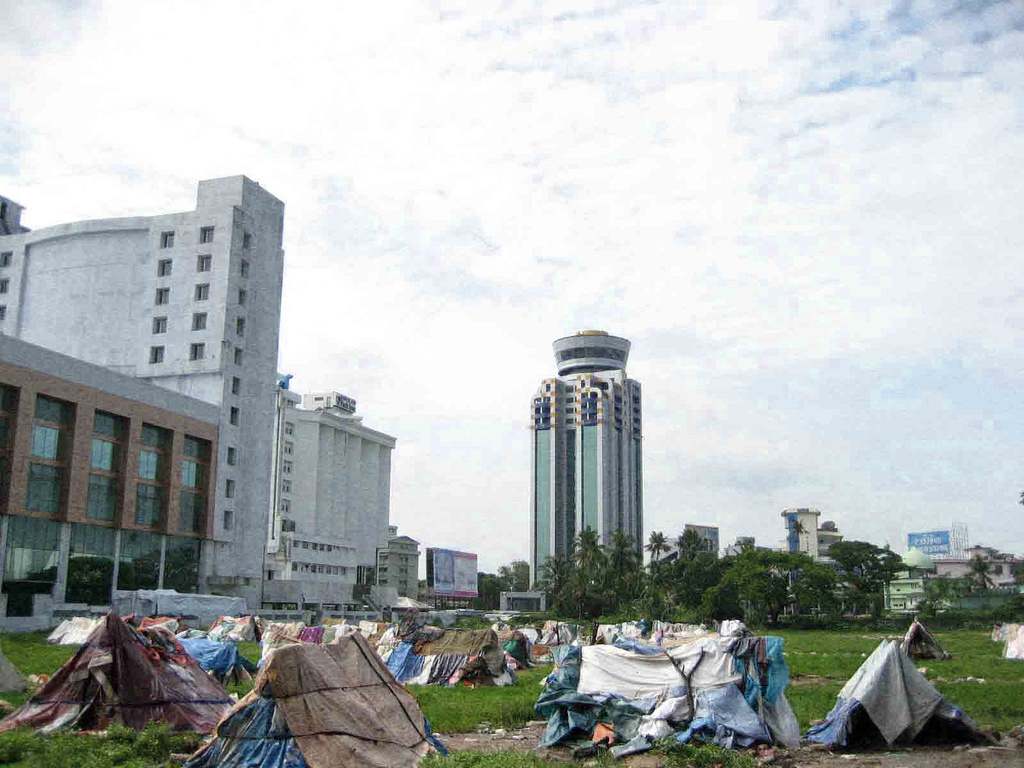
Mahala din Cochin, India.
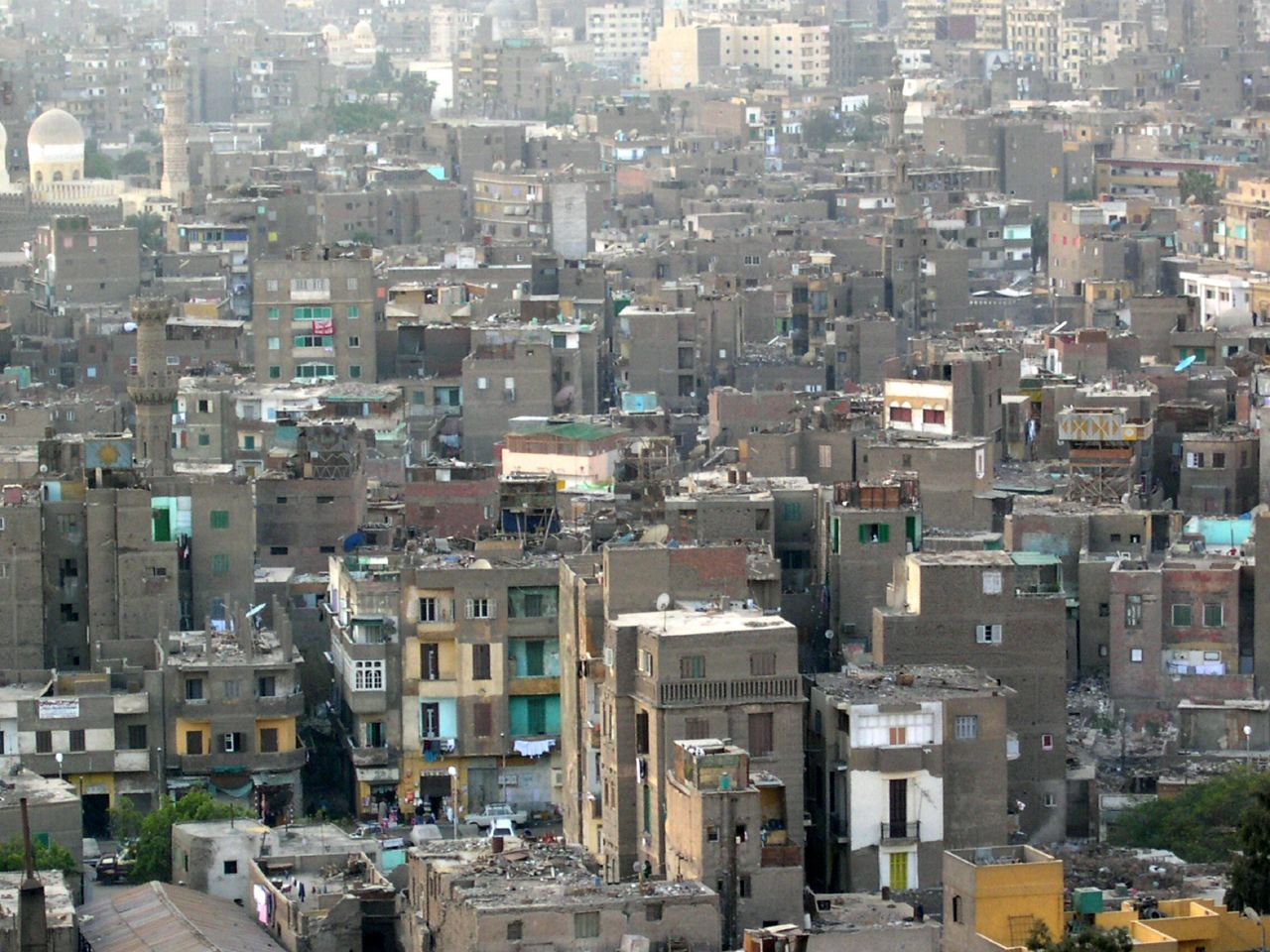
Mahala din Cairo, Egipt
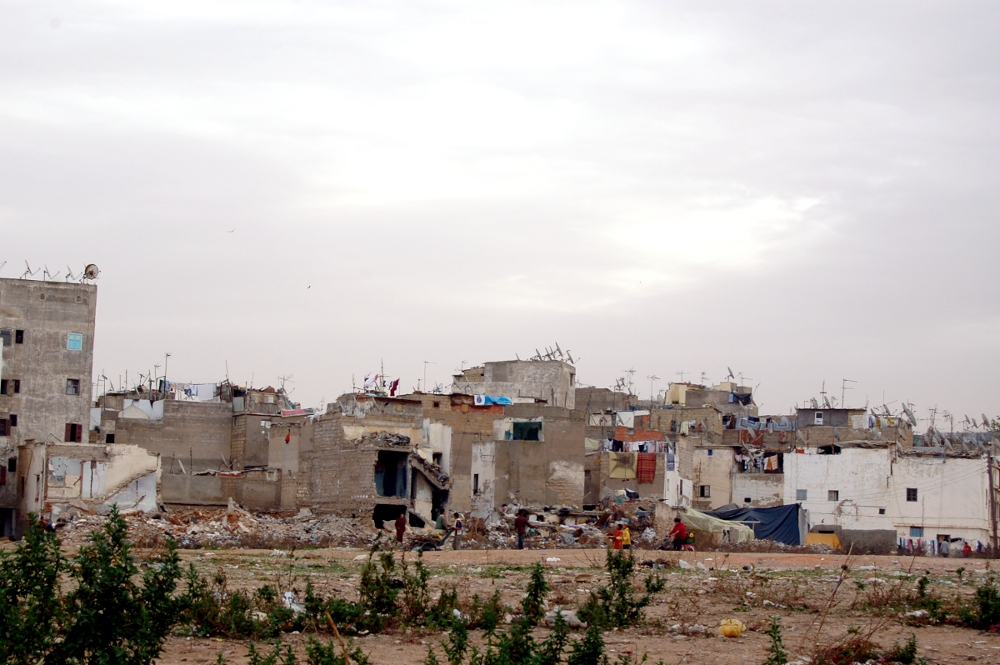
Mahala din Casablanca, Maroc
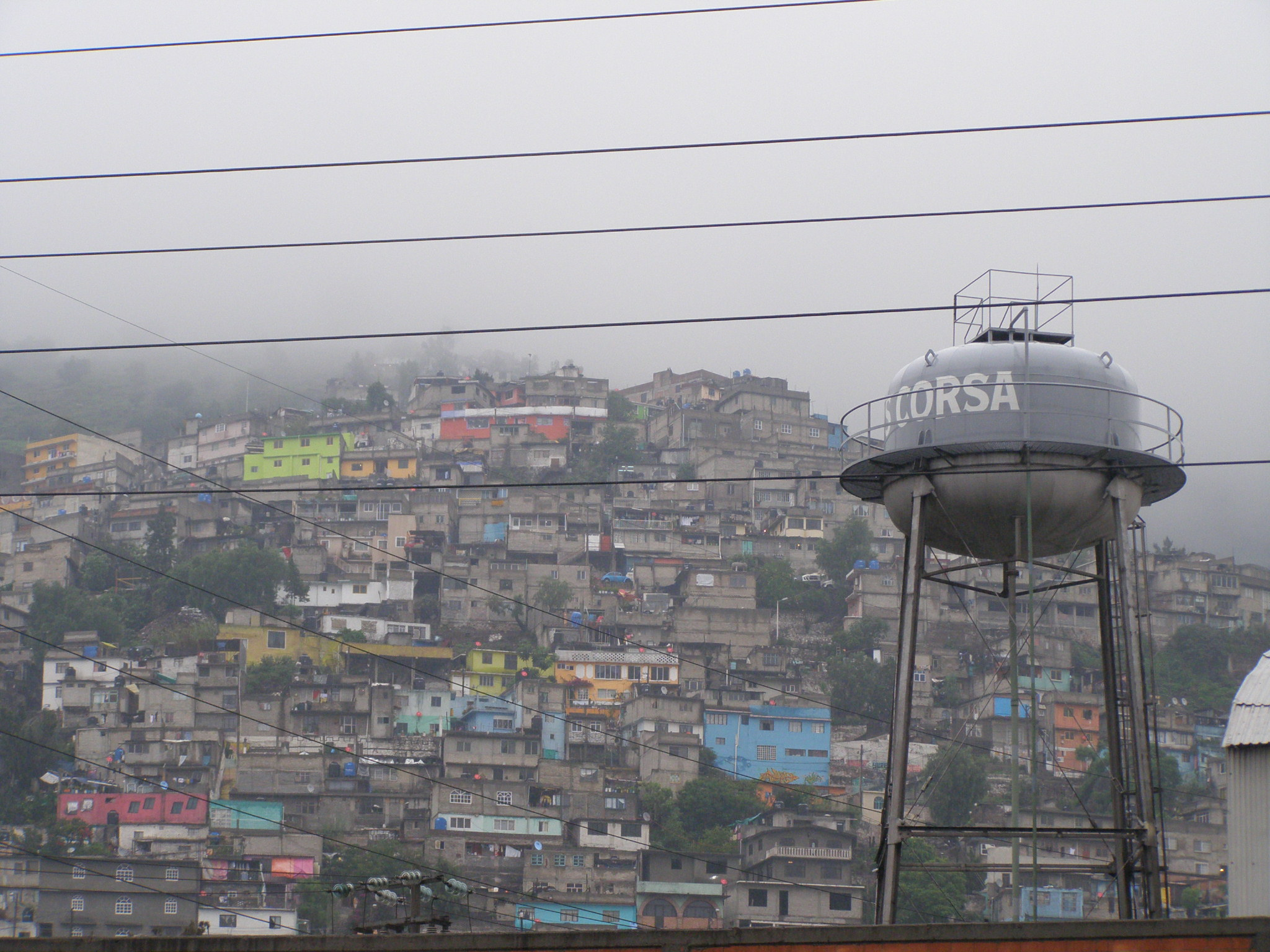
Mahala din Ciudad de México, Mexic
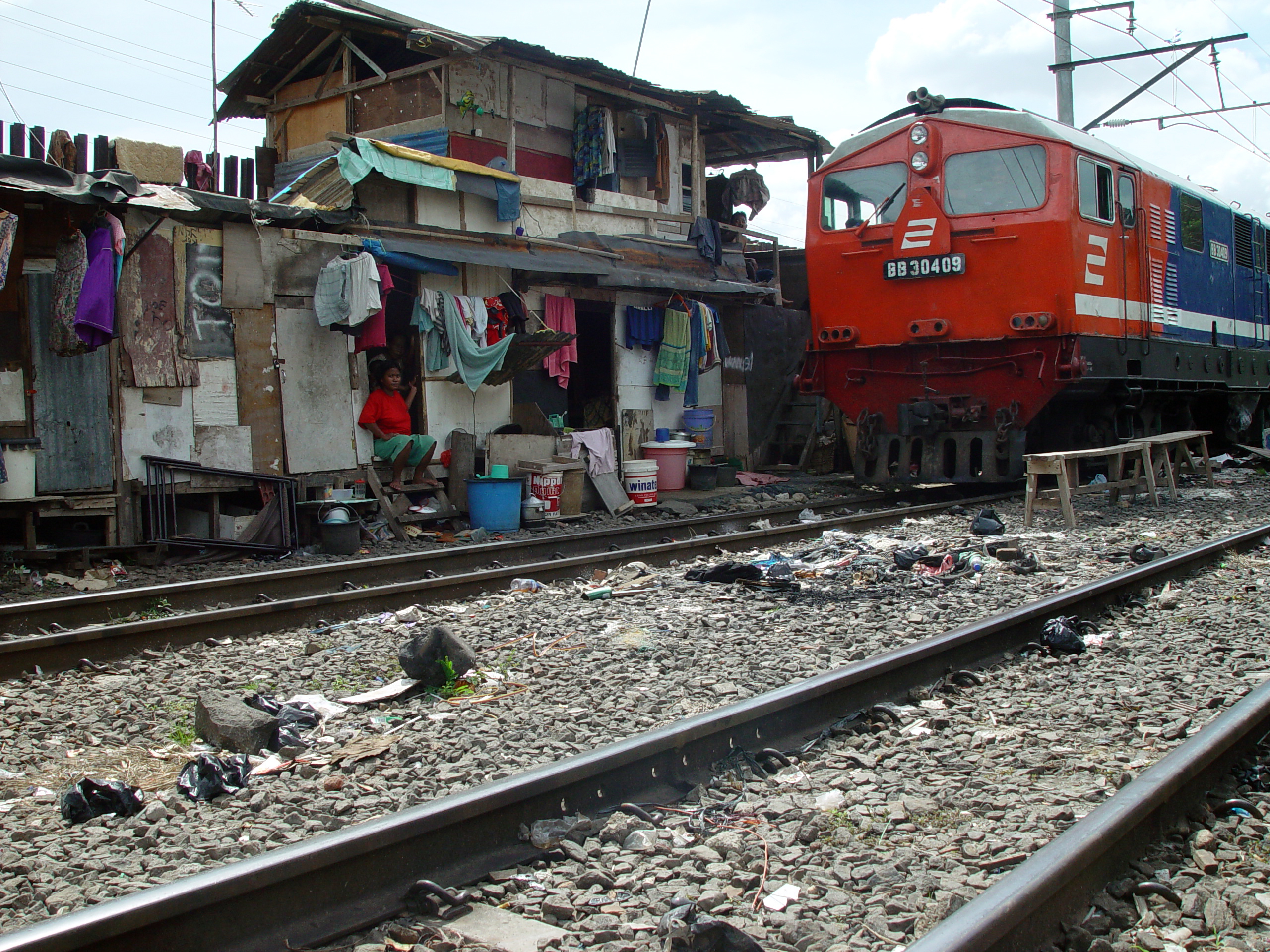
Mahala din Jakarta, Indonezia
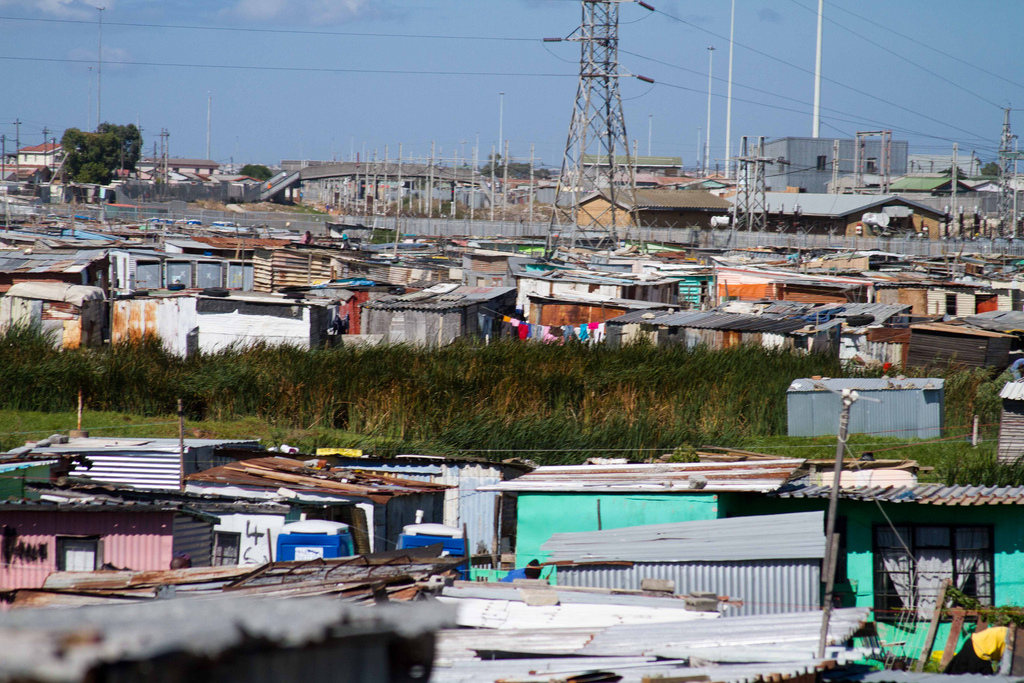
Mahala din Cape Town, Africa de Sud
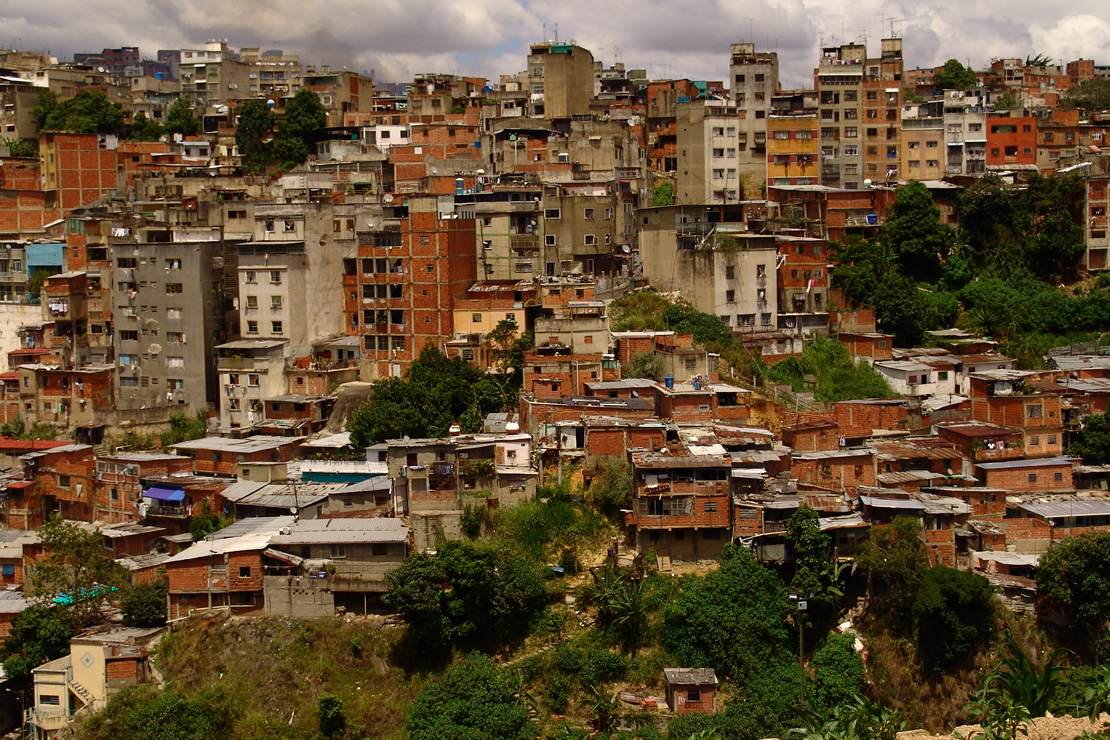
Mahala din Caracas, Venezuela
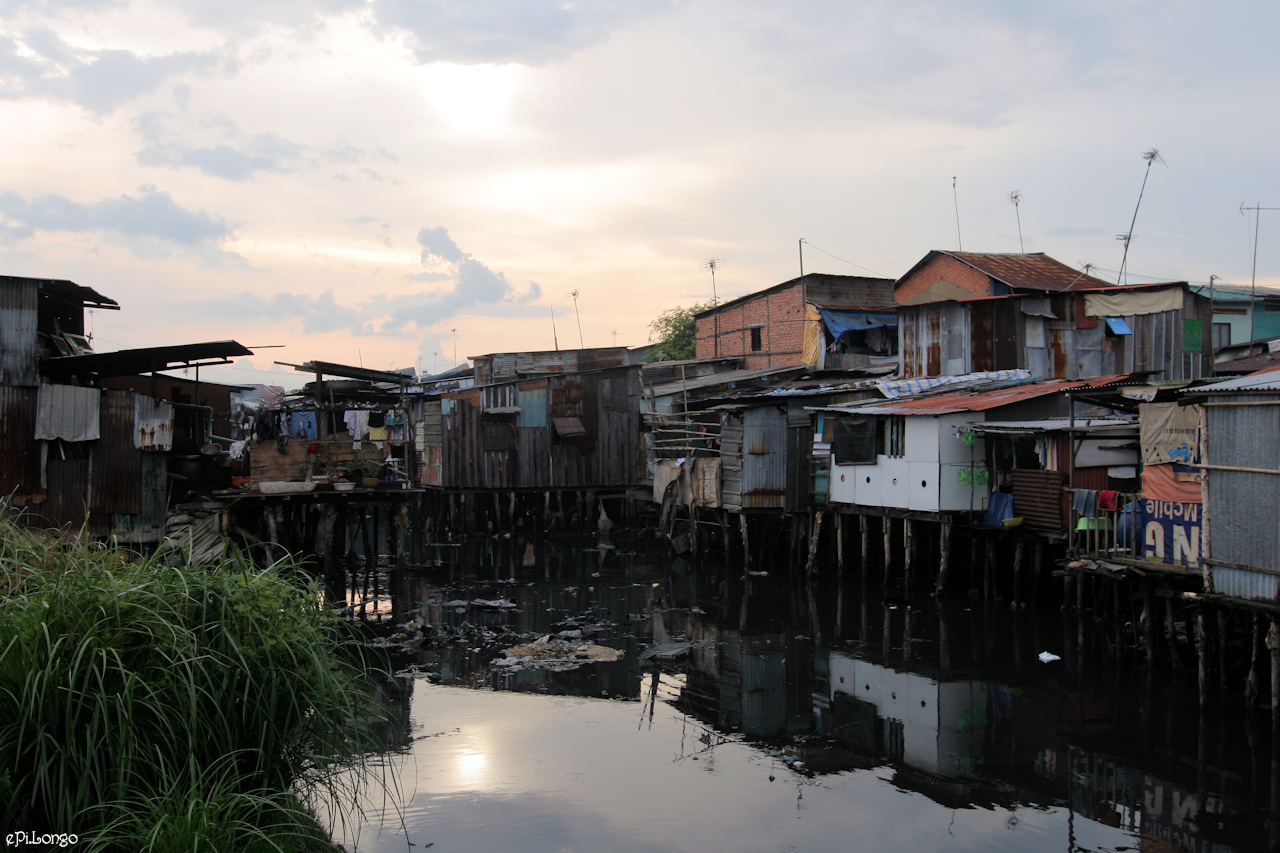
Mahala în Ho Și Min, Vietnam